# Homme de Borremose

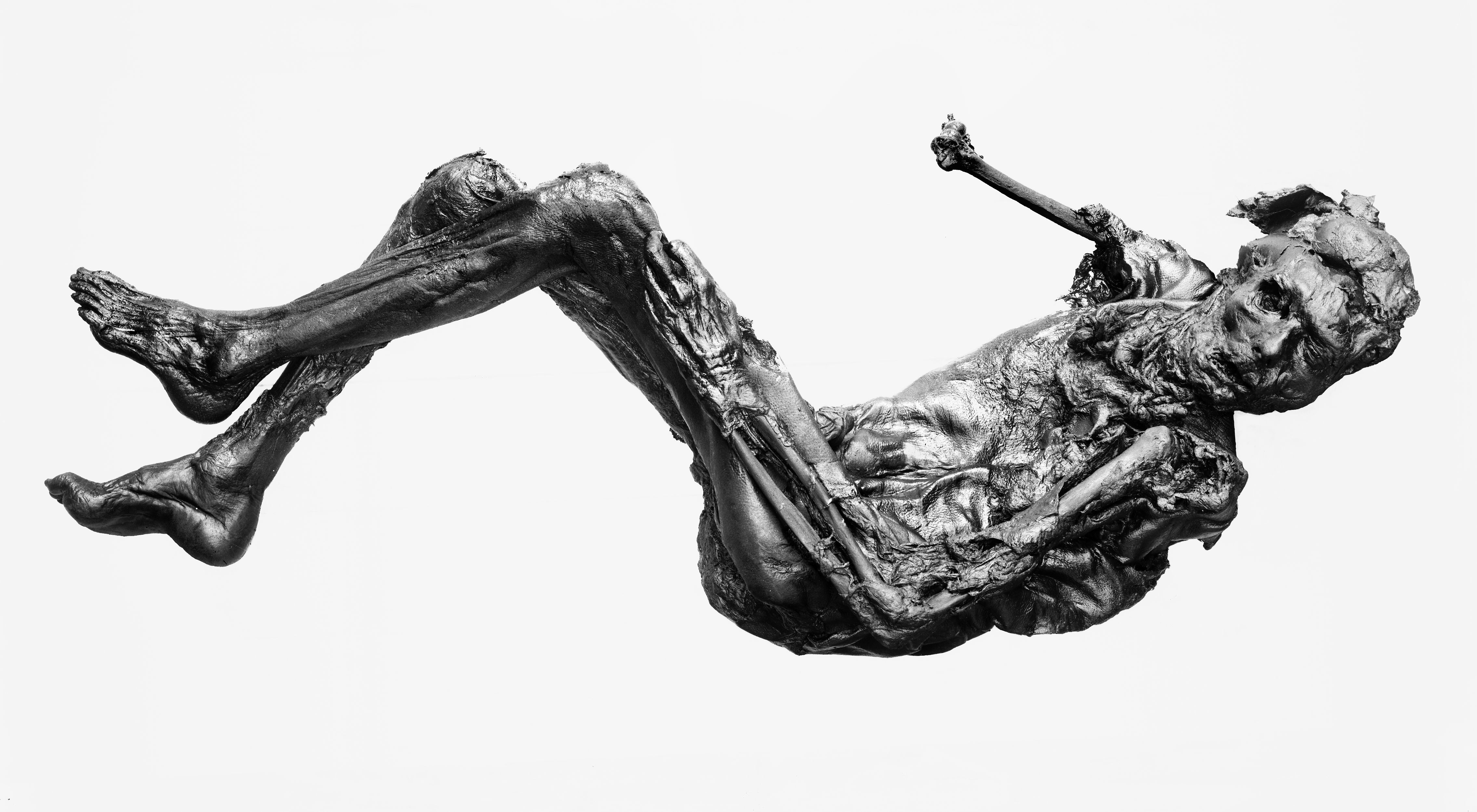
Vue d'ensemble de l'homme de Borrrmose I

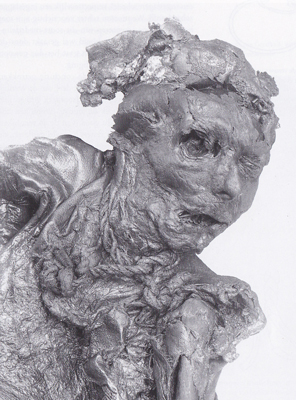
L'homme de Borremose I

Schéma de l'état du corps à sa découverte en 1946 : en rouge, les fractures osseuses.

56° 47′ 23″ N, 9° 34′ 11″ E
L'homme de Borremose (ou corps de tourbière Borremose I) est un corps momifié de la fin de l'âge du bronze nordique (vers 840 avant J.-C.). Il a été découvert en 1946 dans la tourbière de Borremose, près d'Aars, dans la municipalité de Vesthimmerland (Danemark).

## Circonstances de la découverte
Lorsque le corps a été trouvé, en 1946, la zone de Borremose était déjà un site archéologique réputé : le chaudron de Gundestrup avait été découvert dans le site voisin de Rævemose et des fouilles dans la partie sud de Borremose avaient mis au jour une fortification de refuge de l'âge du fer, nommée fort de Borremose. L'endroit n'avait pas encore livré de corps humains, mais en mai 1946, des tourbiers rencontrèrent un corps de tourbière de sexe masculin à une profondeur de deux mètres. Il y avait auprès de lui un bâton de bois de bouleau de 4 cm d'épaisseur et 1 m de long. La couche de tourbe de couverture était intacte. La police a d'abord pris en charge la découverte et un employé du musée de Vesthimmerland a pu s'assurer que le corps était bien découpé avec tout le bloc de tourbe qui l'entourait. Il fut emballé dans des planches et transporté par chemin de fer jusqu'au Musée national du Danemark de Copenhague, où il est conservé, sans y être toutefois exposé.

## Description
Le corps de tourbière était exceptionnellement bien conservé. Avec une hauteur d'environ 1,55 mètre, l'homme était plutôt petit. Il avait été placé dans la lande en position assise, le torse tourné vers la gauche et penché en avant. Les jambes étaient étendues et croisées. Le genou gauche touchait presque l'épaule droite. Le bras droit était sur la cuisse droite, celui de gauche légèrement incliné.
La peau du cadavre était noire et durcie. Il y avait encore des pores et environ 6 mm de poils de barbe rougeâtres sur la lèvre supérieure, la joue et le menton. Le visage était globalement bien conservé, en particulier le nez et l'œil gauche, initialement fermé. Au contact de l'air, cependant, il s'ouvrit un peu et rendit visible le globe oculaire et l'iris noir. La main gauche mieux conservée était bien soignée et ne montrait aucun signe de travail physique intense. Les pieds étaient bien soignés, les ongles soigneusement coupés.
Le cadavre montrait des traces de violences graves. Le cerveau était visible à travers un trou à l'arrière de la tête, le fémur droit était cassé et le cou était entouré d'une corde nouée de 94 cm de long, à trois brins.
L'homme était déshabillé, mais deux manteaux en peau de mouton ont été trouvés à ses pieds. L'un des manteaux avait un col fermé. Un morceau d'étoffe tissée gisait sous la tête du cadavre.

## Étude du corps
À Copenhague, l'estomac et les intestins ont été extraits du corps. Ils étaient si bien conservés que le contenu put en être examiné au microscope : le dernier repas de l'homme consistait en un régime purement végétarien, comprenant des herbes sauvages semblables à celles retrouvées par la suite dans l'estomac d'autres corps de tourbières danois, comme l'homme de Grauballe et l'homme de Tollund.
Une analyse au carbone-14 a daté le corps de la fin de l'âge du bronze nordique, vers 840 av. J.-C., La cause du décès n'a pas pu être déterminée avec certitude. Certains auteurs supposent que l'homme a été tué par étranglement ou par suite du grave traumatisme crânien,. On peut supposer un sacrifice rituel, tout autant qu'une exécution punitive,.

## Autres découvertes
En plus de l'homme de Borremose I, les restes d'autres cadavres de tourbières ont été trouvés dans la même tourbière, comprenant la femme de Borremose et le corps de tourbière Borremose II, mais ils ne sont pas directement liés entre eux.